# Дунайський нафтопереробний завод MOL
Дуна́йський нафтопереробний завод MOL — угорський нафтопереробний завод, знаходиться поблизу міста Сазхаломбатта, належить холдингу MOL Group. Завод засновано у 1965 році, це один із найбільших нафтопереробних заводів у регіоні, переробляє 165 000 барелів нафти на день (8,1 мільйона тонн на рік). Завод отримує нафту з південного відгалуження нафтопроводу Дружба.

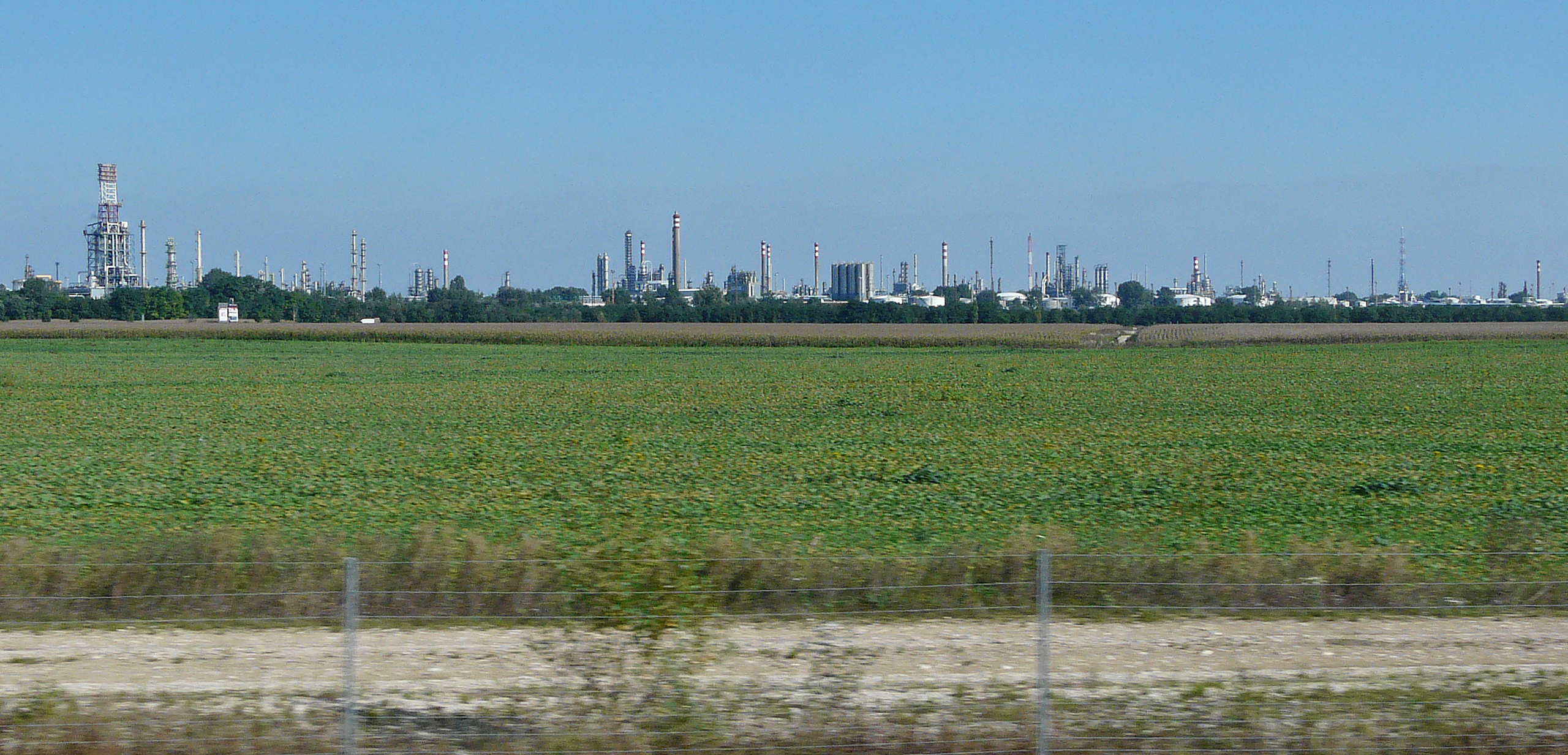
Завод у 2010

Дунайський НПЗ проєктувався з розрахунком на переробку сирої нафти з Росії. У 2022, коли постало питання заміщення російської нафти, керівництвом холдингу було заявлено, що наразі завод може використовувати до 35 відсотків інших видів сирої нафти. Використання 100 % альтернативної нафти можливе, але час такого переобладнання може становити 2–4 роки, і знадобляться сотні мільйонів доларів додаткових витрат.
15 червня 2022 на Дунайському нафтопереробному заводі сталася невелика пожежа. За повідомленням ЗМІ, через інцидент завод призупинив свою роботу.
У кінці 2022 року завод зупинявся на обслуговування, через що виник дефіцит нафтопродуктів в Угорщині. Станом на грудень 2022 у зв'язку з ремонтом та обмеженням постачання нафти через нафтопровід «Дружба» завод працював з завантаженням 55 % своїх виробничих потужностей.
Директор MOL Жолт Ернаді повідомив агентству Reuters у квітні 2023, що MOL планує коштом фондів ЄС частково профінансувати технологічні інвестиції в розмірі 500—700 мільйонів доларів, необхідні для диверсифікації своїх нафтопереробних заводів, щоб мати можливість відмовитись від нафти російської марки Urals до початку 2026.